# Miriam Hollstein

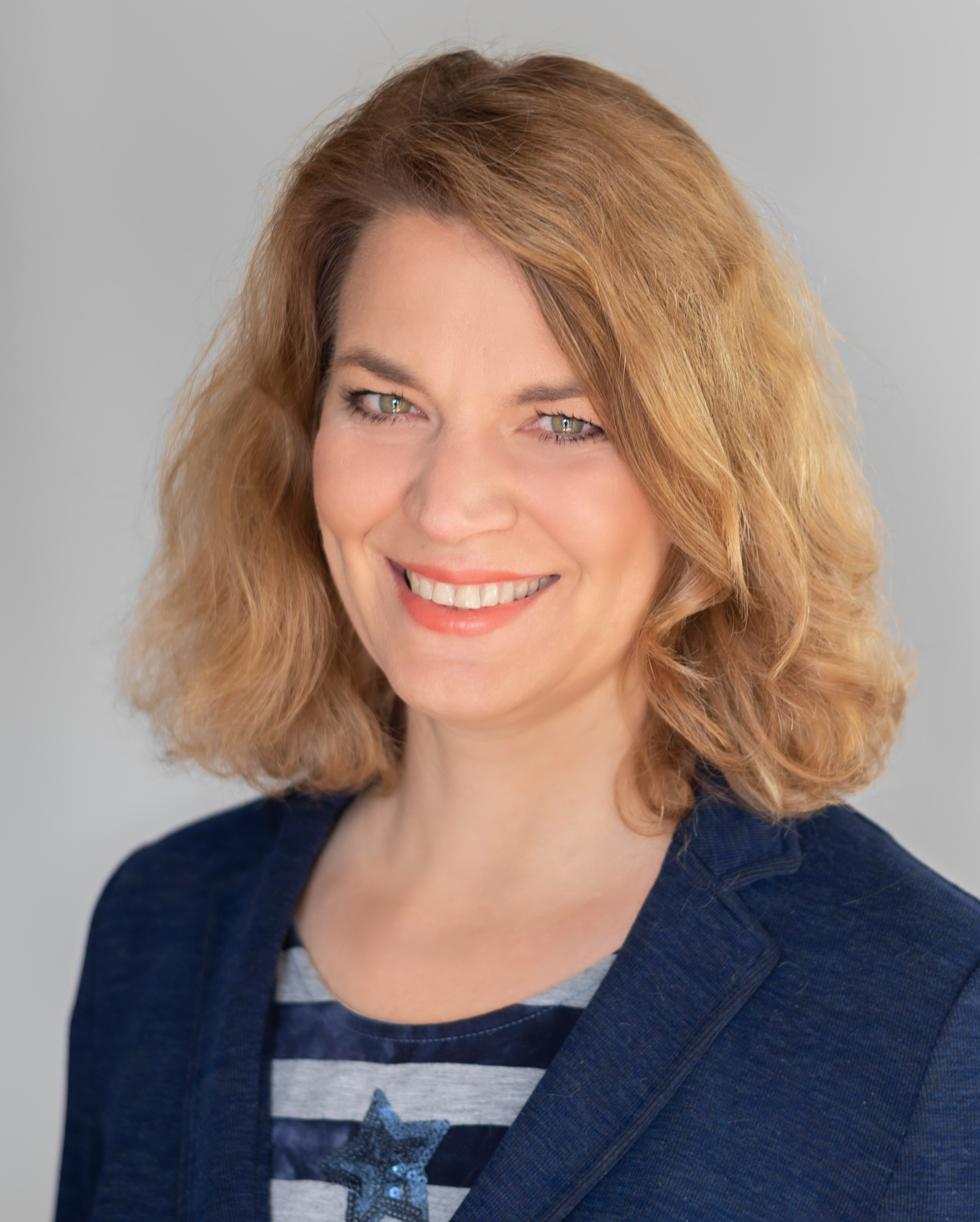
Miriam Hollstein 2020

Miriam Hollstein (* 12. Mai 1970 in Karlsruhe) ist eine deutsche Journalistin und Autorin.

## Leben
Nach dem Abitur in Karlsruhe studierte Miriam Hollstein Publizistik und Romanistik an der Freien Universität Berlin sowie Cinématographie und Politische Landeskunde an der Université de Montréal in Kanada. Sie lebt in Berlin, ist ledig und hat ein Kind.
Im Jahr 2021 kandidierte sie für den Rat der Evangelischen Kirche in Deutschland (EKD), zog die Bewerbung jedoch zurück.

## Journalismus
Nach ihrem Studium begann Hollstein ihre Laufbahn als Redakteurin bei der Fachzeitschrift Internationale Politik. Danach war sie im Auslandsressort der Welt am Sonntag tätig und von 2006 bis 2014 Redakteurin für Innenpolitik der Welt-Gruppe. Ab 2015 war sie Redakteurin für Innenpolitik der Bild am Sonntag, wo sie unter anderem über die CDU und Bundeskanzlerin Angela Merkel berichtete. Im TV-Format „Bon(n)jour Berlin“ des TV-Senders Phoenix war sie regelmäßige Gesprächspartnerin. Sie moderiert regelmäßig Veranstaltungen und Kongresse. Von 2018 bis 2020 war Hollstein Chefreporterin der Bild am Sonntag. Im November 2020 wurde Hollstein Chefreporterin Politik in der Funke-Zentralredaktion Berlin. 2022 übernahm sie den Posten der Chefreporterin Politik im neuen T-Online-Hauptstadtbüro. 2023 wechselte sie in das Hauptstadtbüro des Sterns.
Gemeinsam mit dem Zeichner Heiko Sakurai schrieb sie die Comicbiografie „Miss Tschörmänie“ über Angela Merkel. Mit der SPD-Politikerin Angela Marquardt veröffentlichte Hollstein deren Autobiografie.

### Kontroverse
Mit einer in der Welt veröffentlichten Reportage aus Israel löste Miriam Hollstein im November 2008 eine Welle von Protesten in Polen aus. In dem Text war die Rede davon, dass der Großvater eines der Protagonisten im „polnischen Konzentrationslager Majdanek“ umgekommen sei. Diese Formulierung wurde als skandalös angesehen. Welt-Chefredakteur Thomas Schmid veröffentlichte daraufhin eine Richtigstellung, dass es sich um ein „von den Deutschen im besetzten Polen eingerichtetes KZ“ gehandelt habe, und schickte ein Entschuldigungsschreiben an die polnische Botschaft. Auch Miriam Hollstein entschuldigte sich in Interviews mit polnischen Zeitungen für diese Formulierung.

## Auszeichnungen
- 2005 Marshall Memorial Fellow beim German Marshall Fund. Abgerufen am 8. November 2015.
- 2008 McCloy-Stipendiatin des American Council on Germany. Abgerufen am 8. November 2015.
- 2012 Preisverleihung im Wettbewerb „Zwischen Kult und Vergessen – der deutsche Repertoirefilm“. Abgerufen am 8. November 2015.
- 2020 Transatlantic Media Fellowship der Heinrich-Böll-Stiftung Washington. Abgerufen am 2. Oktober 2020.